# Machida, Tokyo
Machida (町田市 (Đinh Điền thị) Machida-shi) là một thành phố thuộc ngoại ô phía tây của vùng đô thị Tokyo, Nhật Bản.

## Lịch sử
Thành phố được thành lập ngày 1 tháng 2 năm 1958.

## Giáo dục
Các trường trung học công lập trong thành phố:
- Trung học Machida  Lưu trữ ngày 1 tháng 12 năm 2009 tại Wayback Machine
- Trung học kĩ thuật Machida  Lưu trữ ngày 1 tháng 12 năm 2009 tại Wayback Machine
- Trung học Naruse  Lưu trữ ngày 3 tháng 12 năm 2009 tại Wayback Machine
- Trung học Nozuta  Lưu trữ ngày 1 tháng 12 năm 2009 tại Wayback Machine
- Trung học Ogawa  Lưu trữ ngày 2 tháng 12 năm 2009 tại Wayback Machine
- Trung học Tadao  Lưu trữ ngày 25 tháng 9 năm 2008 tại Wayback Machine
- Trung học Yamasaki  Lưu trữ ngày 9 tháng 9 năm 2006 tại Wayback Machine

## Danh sách các thị trưởng
1. Aoyama Tokichiro 1958 – 1970
2. Oshita Katsumasa 1970 – 1990
3. Terada Kazuo 1990 – 2006
4. Ishizaka Joichi 2006 – 2010